# Guirane N'Daw
Guirane N'Daw, né le 24 avril 1984 à Rufisque au Sénégal, est un ancien footballeur international sénégalais qui évolue au poste de milieu défensif.

## Carrière de joueur
N'Daw débute dans une équipe de sa ville natale avant d'être formé au club du FC Sochaux-Montbéliard. C'est sous le maillot de ce club qu'il dispute son premier match en championnat de France contre Strasbourg lors de la saison 2002-2003.
Lors du mercato d'été 2008, longtemps annoncé à Saint-Étienne, il signe finalement au FC Nantes, club où il s'impose très rapidement comme un titulaire indiscutable avec Élie Baup. L'indemnité de transfert est évalué à 2,7 millions d'euros.
Malgré un bon début de saison personnel, Guirane connaît des moments très difficiles comme le décès de son fils, né le jeudi 16 octobre 2008 et mort quelques heures plus tard. Une minute de silence a été décrétée et il prendra malgré tout part à la victoire de son équipe face à l'AS Saint-Étienne, deux jours après. Il marquera un but contre l'OGC Nice lors de la 13e journée et le fêta en levant les bras au ciel pour le dédier à son fils. 
Lors du mercato estival 2009, il est sur le départ après la descente en L2 du FC Nantes. Annoncé entre l'Angleterre, l'AS Monaco et l'AS Saint-Étienne, il privilégiera la dernière piste. Il s'engage avec l'ASSE le 23 juillet 2009 sous la forme d'un prêt avec option d'achat levée automatiquement en cas de maintien au cours de l'exercice 2009-2010 se situant aux alentours de 4 M€. Le 24 janvier 2011, N'Daw s'engage avec le Real Saragosse pour un prêt de six mois. Il ne disputera que neuf rencontres avec le club espagnol.
Le 23 août 2011, Guirane N'Daw est prêté 6 mois à Birmingham City qui évolue en deuxième division anglaise.
Le 24 août 2012, il est reprêté en Angleterre a Ipswich Town.
Il prend part aux éliminatoires des Coupes du monde 2006 et 2010 ainsi qu'aux phases finales des Coupes d'Afrique des nations 2006, 2008 et 2012.
Le 22 juillet 2014, il s'engage en faveur du FC Metz, promu en Ligue 1.
Le 16 juillet 2015, il s'engage pour 2 saisons (plus une en bonus) au Racing Club de Lens en Ligue 2. D'abord titulaire, le sénégalais n'arrive pas à convaincre et est relégué sur le banc puis en réserve. Après une saison très médiocre, son contrat est résilié durant le mois d'octobre 2016. Après plusieurs mois sans jouer, il intègre l'équipe de l'UNFP FC, composée de plusieurs joueurs sans club cherchant à retrouver une équipe pour le prochain championnat.
Lors d'une interview donnée après sa carrière en février 2020, Guirane N'Daw révèle avoir triché sur son âge pour faire carrière: "Au Sénégal, 99 % des joueurs ont diminué leur âge. Comme tous les Sénégalais, j'ai diminué mon âge pour être professionnel."

## Palmarès
- Vainqueur de la Coupe de la Ligue en 2004 avec le FC Sochaux-Montbéliard
- Vainqueur de la Coupe de France : 2007 (FC Sochaux).

## Statistiques
| Saison      | Club                    | Pays    | Championnat       | Coupes nationales | Coupes d'Europe | Sélection Sénégal |
| ----------- | ----------------------- | ------- | ----------------- | ----------------- | --------------- | ----------------- |
| 2002 - 2003 | FC Sochaux              | Ligue 1 | 1 match           | -                 | -               | -                 |
| 2003 - 2004 | FC Sochaux              | Ligue 1 | 8 matchs          | -                 | C3 : 1 match    | -                 |
| 2004 - 2005 | FC Sochaux              | Ligue 1 | 16 matchs         | 5 matchs          | C3 : 1 match    | 1 match           |
| 2005 - 2006 | FC Sochaux              | Ligue 1 | 30 matchs, 1 but  | 3 matchs, 1 but   | -               | 7 matchs          |
| 2006 - 2007 | FC Sochaux              | Ligue 1 | 37 matchs, 1 but  | 9 matchs, 1 but   | -               | 5 matchs, 1 but   |
| 2007 - 2008 | FC Sochaux              | Ligue 1 | 30 matchs, 3 buts | 2 matchs          | C3 : 2 matchs   | 10 matchs, 1 but  |
| 2008 - 2009 | FC Nantes               | Ligue 1 | 32 matchs, 3 buts | 1 match           | -               | 3 matchs          |
| 2009 - 2010 | AS Saint-Étienne (prêt) | Ligue 1 | 34 matchs         | 6 matchs          | -               | 2 matchs, 1 but   |
| 2010 - 2011 | AS Saint-Étienne (prêt) | Ligue 1 | 4 matchs          | 3 matchs, 1 but   | -               | 3 matchs          |